# Friedrichroda
Friedrichroda település Németországban, azon belül Türingiában. Lakosainak száma 7116 fő (2023. december 31.). Friedrichroda Floh-Seligenthal, Georgenthal, Leinatal, Waltershausen és Tabarz/Thür. Wald községekkel határos.

## Fekvése
Erfurttól délnyugatra fekvő település.

## Története
Nevét 1209-ben említette először oklevél. 1595-ben vásár-, 1597-ben pedig városjogot is kapott. A település a harmincéves háborúban súlyos károkat szenvedett.
A városban az 1800-as években különböző textiliák készítése honosodott meg, a helyet később a lakosság tisztító-fehérítő tevékenysége miatt "Thüringia mosókonyhájának" nevezték.
Mára a város népszerű üdülőhellyé lett.
A város érdekesebb látnivalói közé tartozik a Reinhardsbrunn városrész parkjában álló 1600-ban hivatalnoki rezidenciának épült és 1827-ben fejedelmi vadászkastéllyá átalakított kastély. Az épület helyén egy 1085-ben alapított Benedek-rendi apátság állt, melynek fennhatósága alatt jött létre Friedrichroda település. A kolostort az 1525-ös parasztháborúban rombolták le, de falainak egyes részletei máig láthatók.

## Galéria

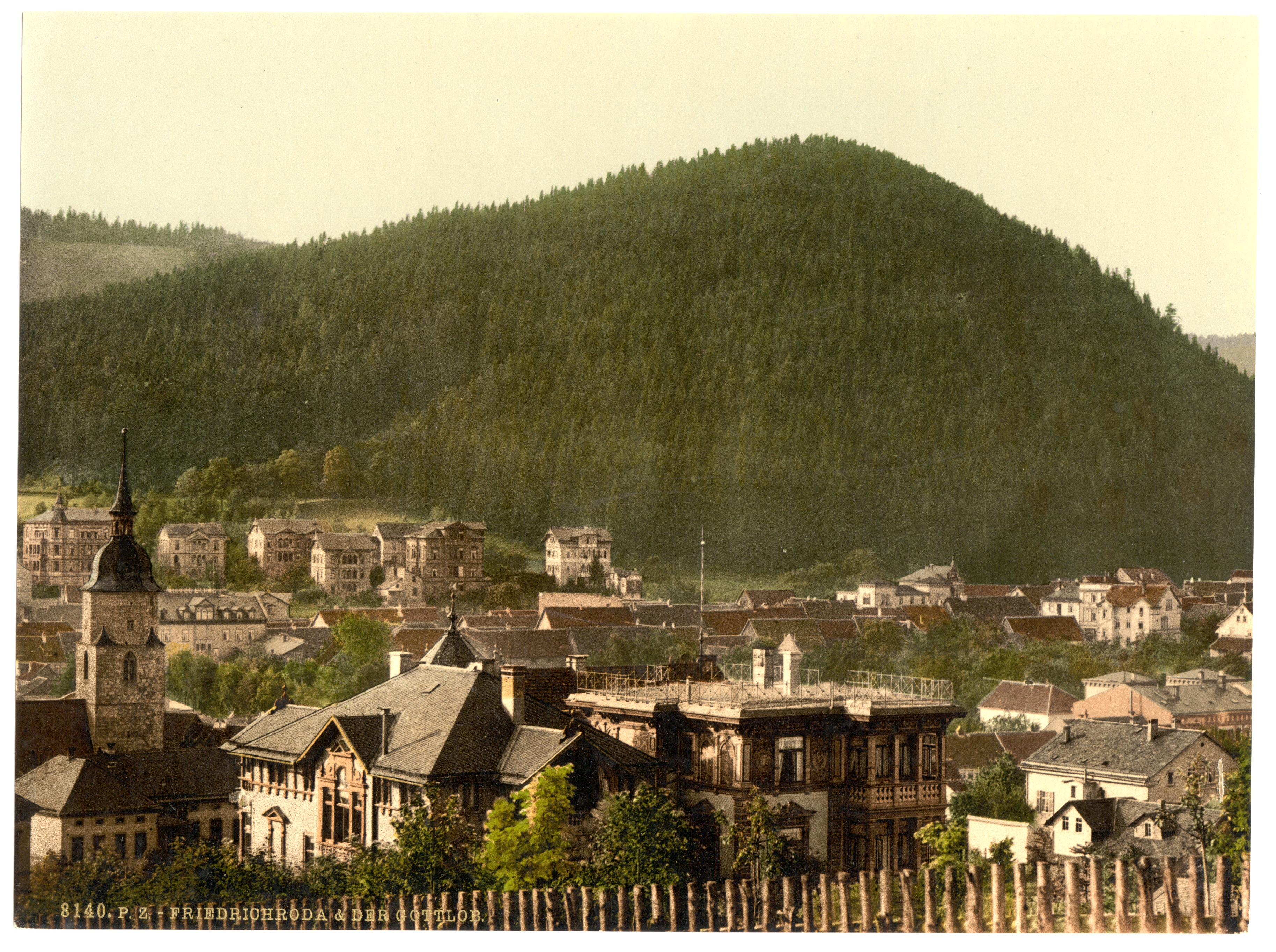
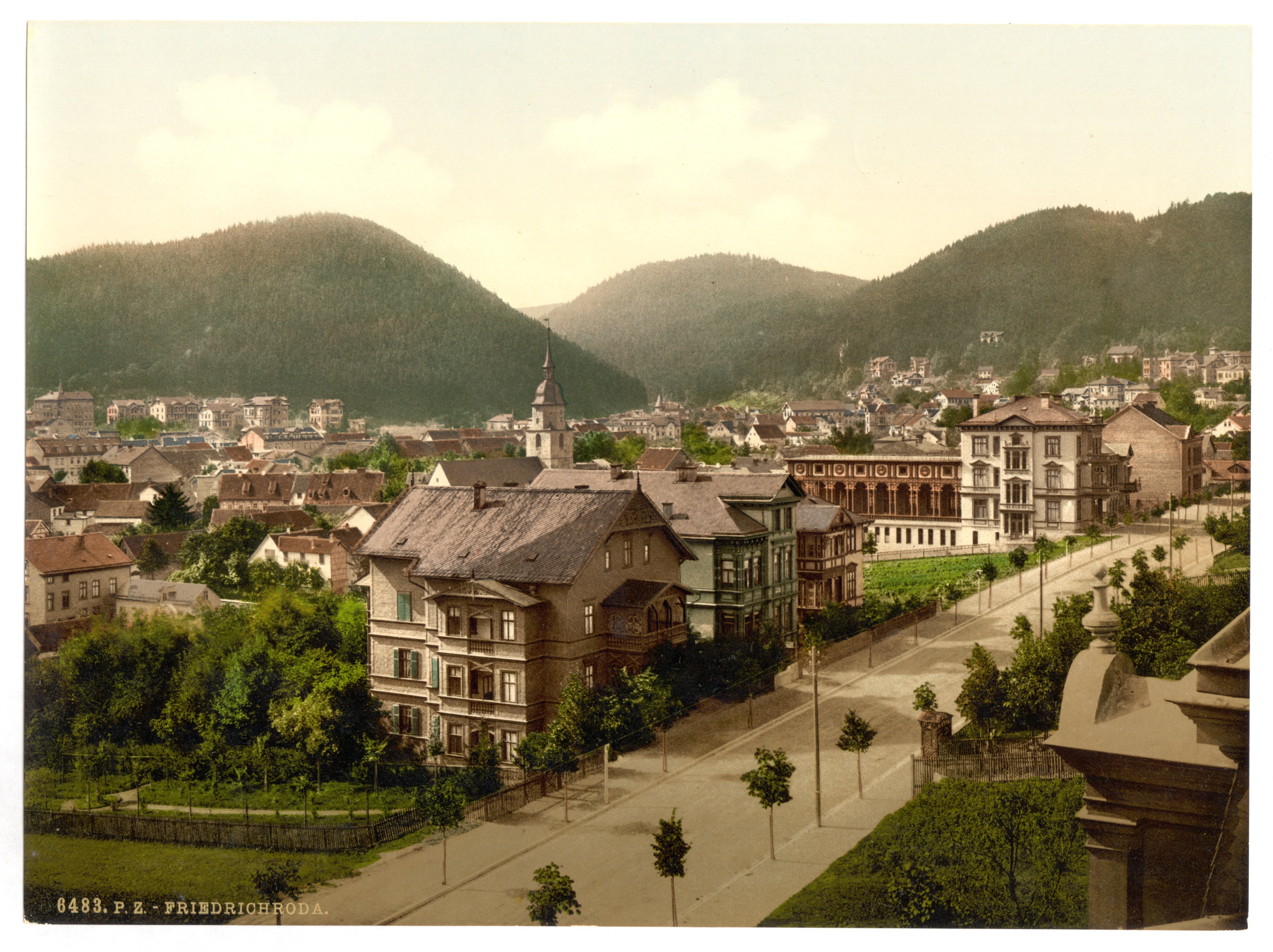
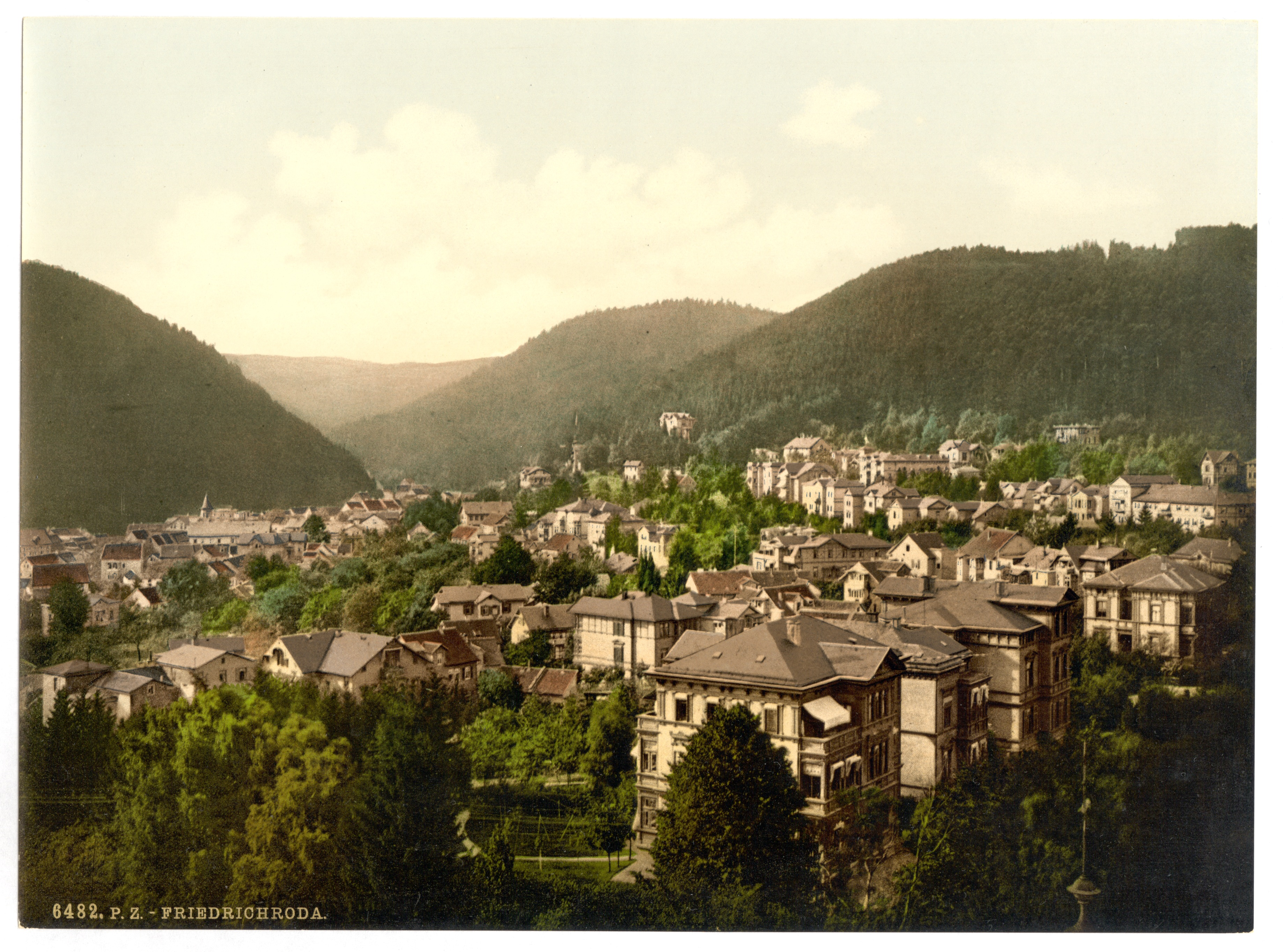
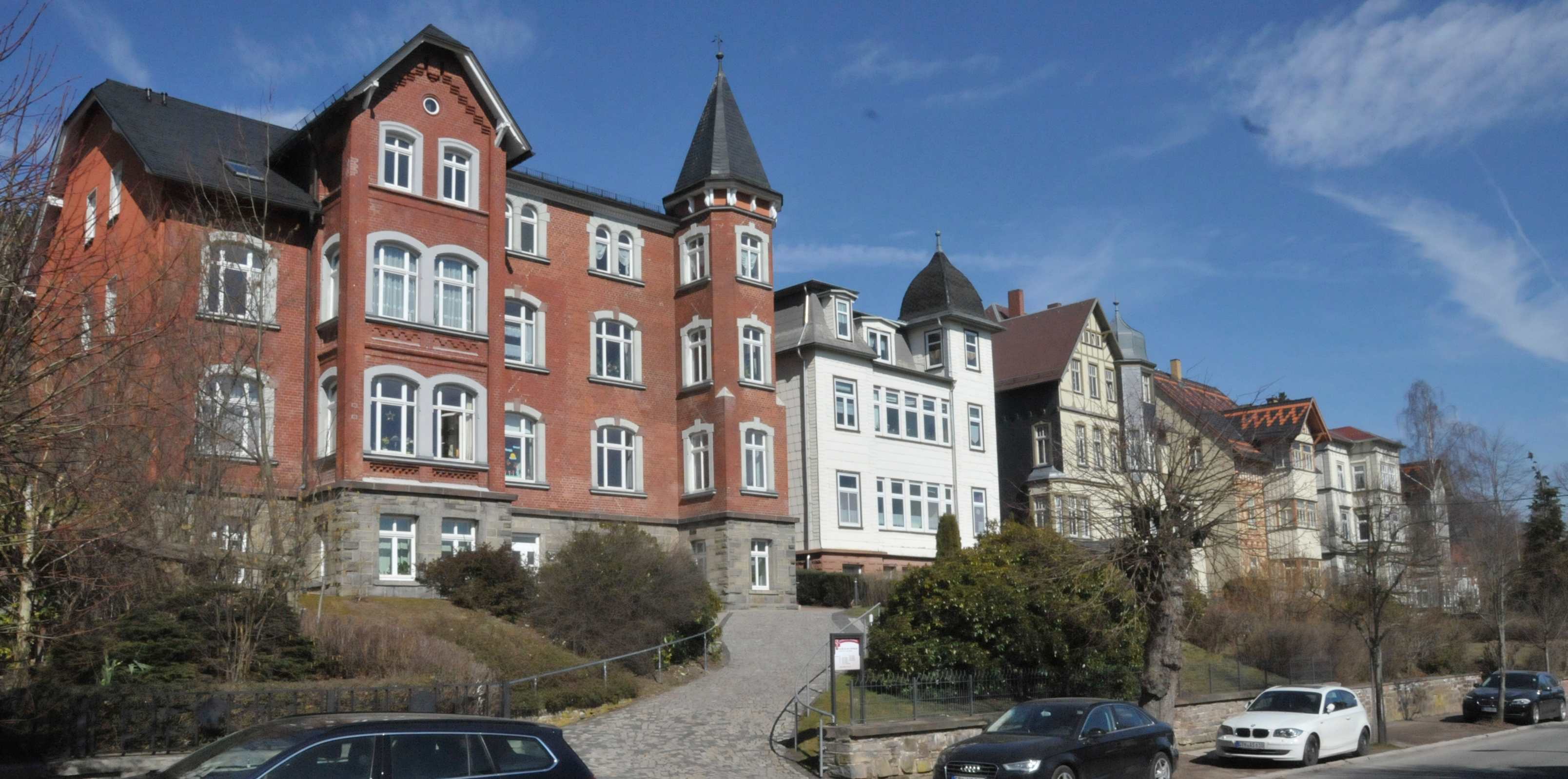
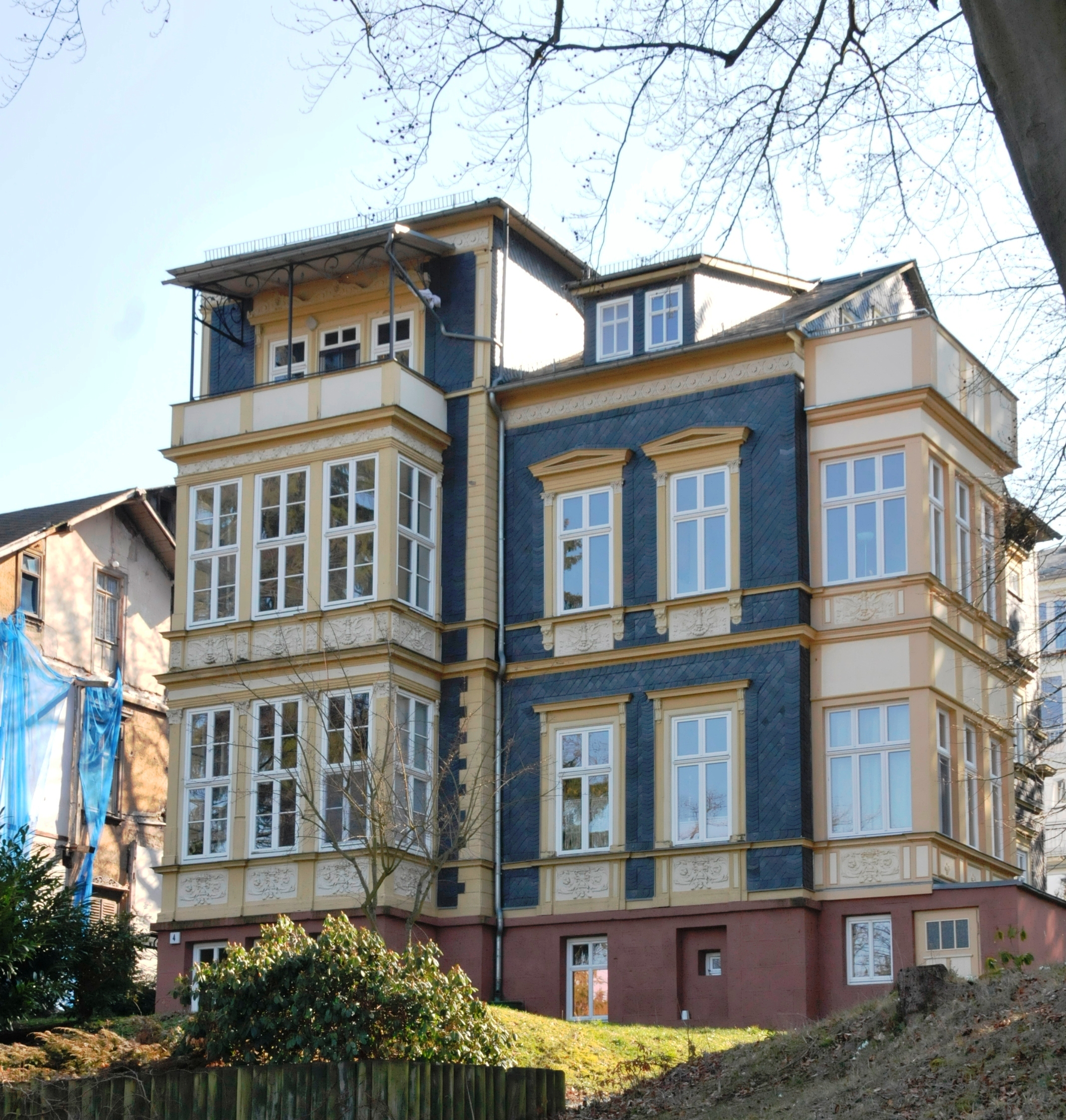
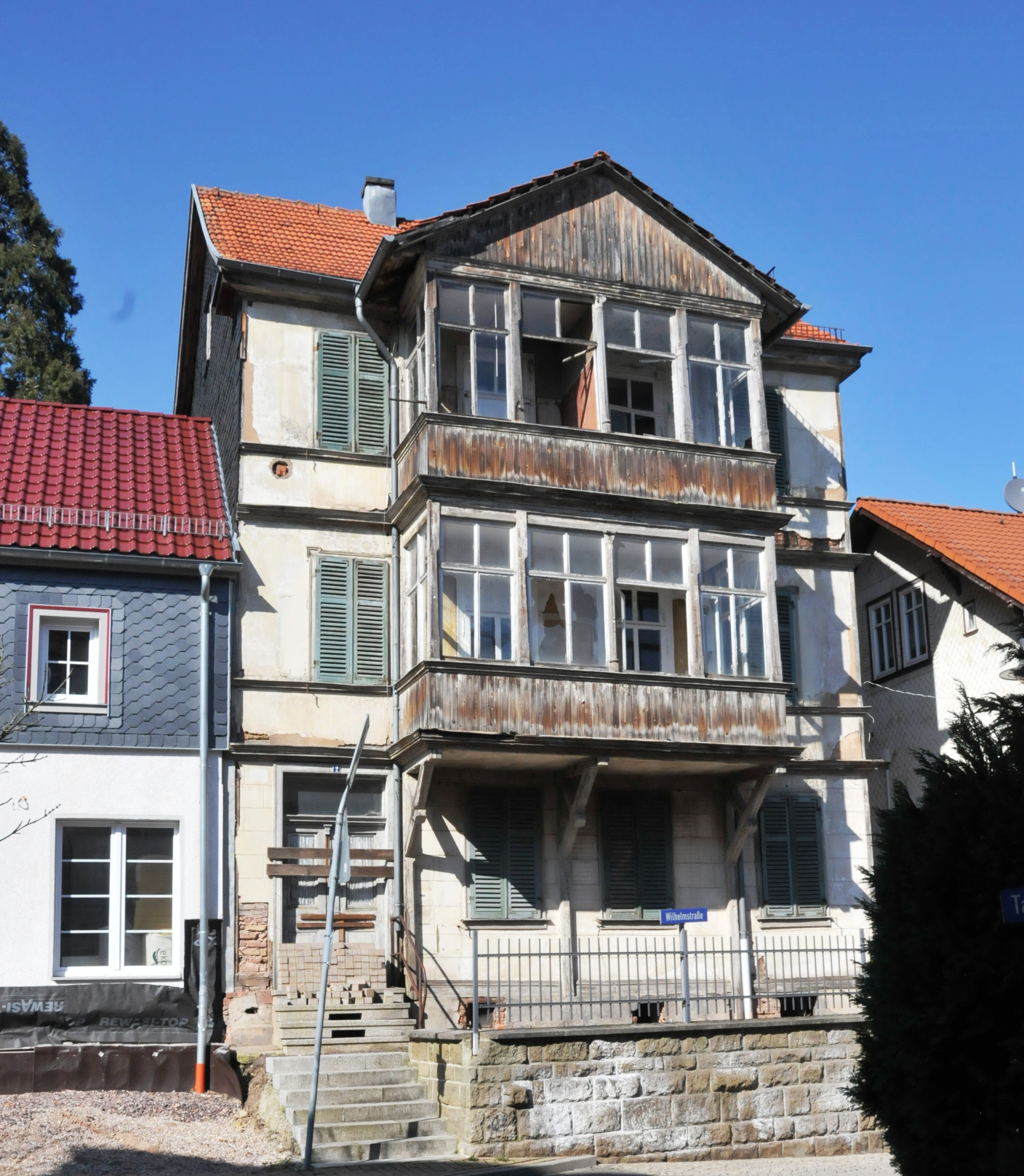
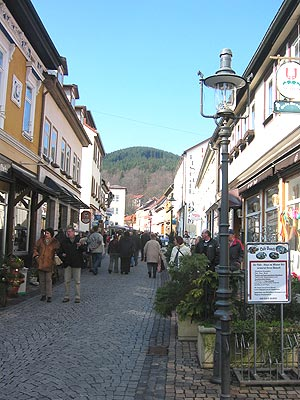
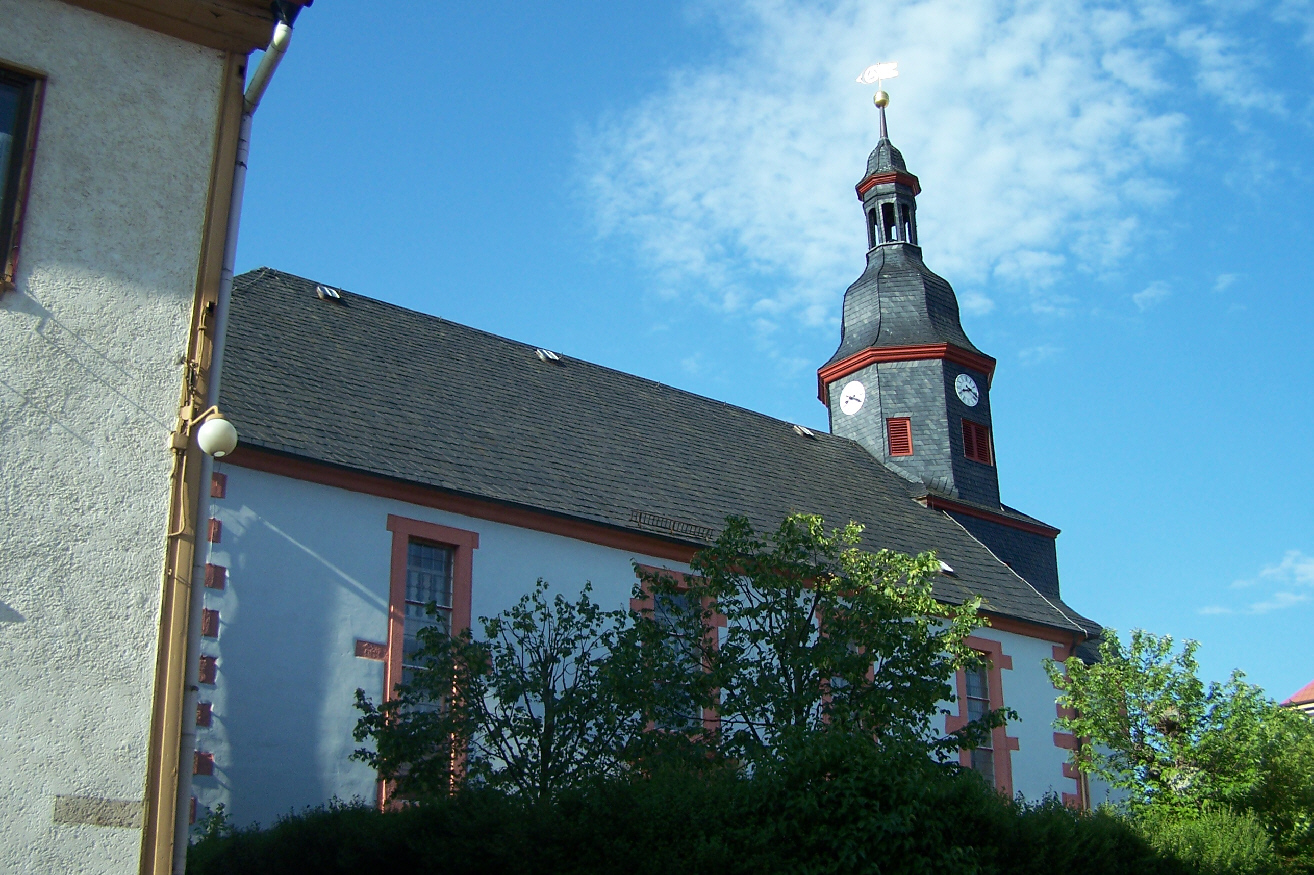
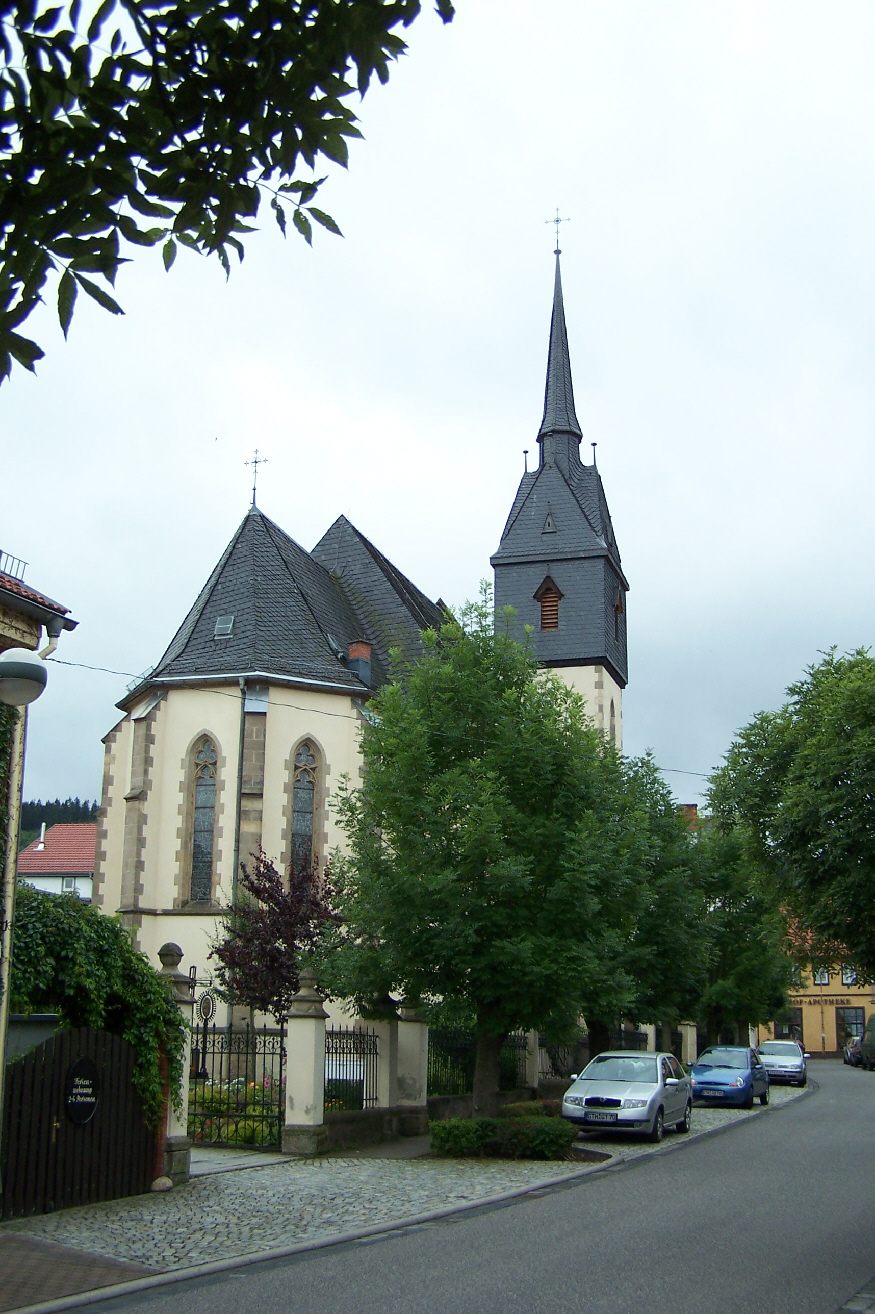
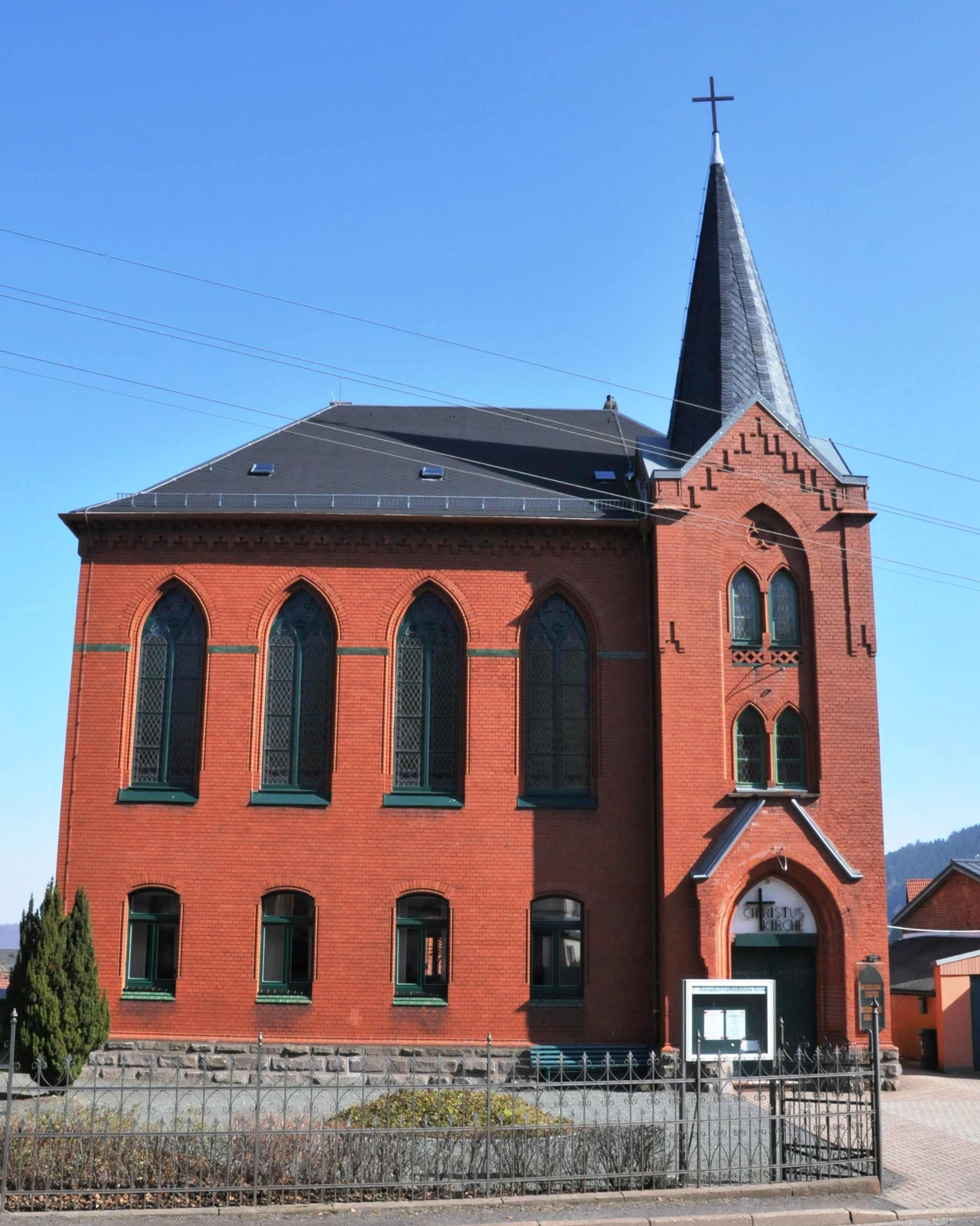
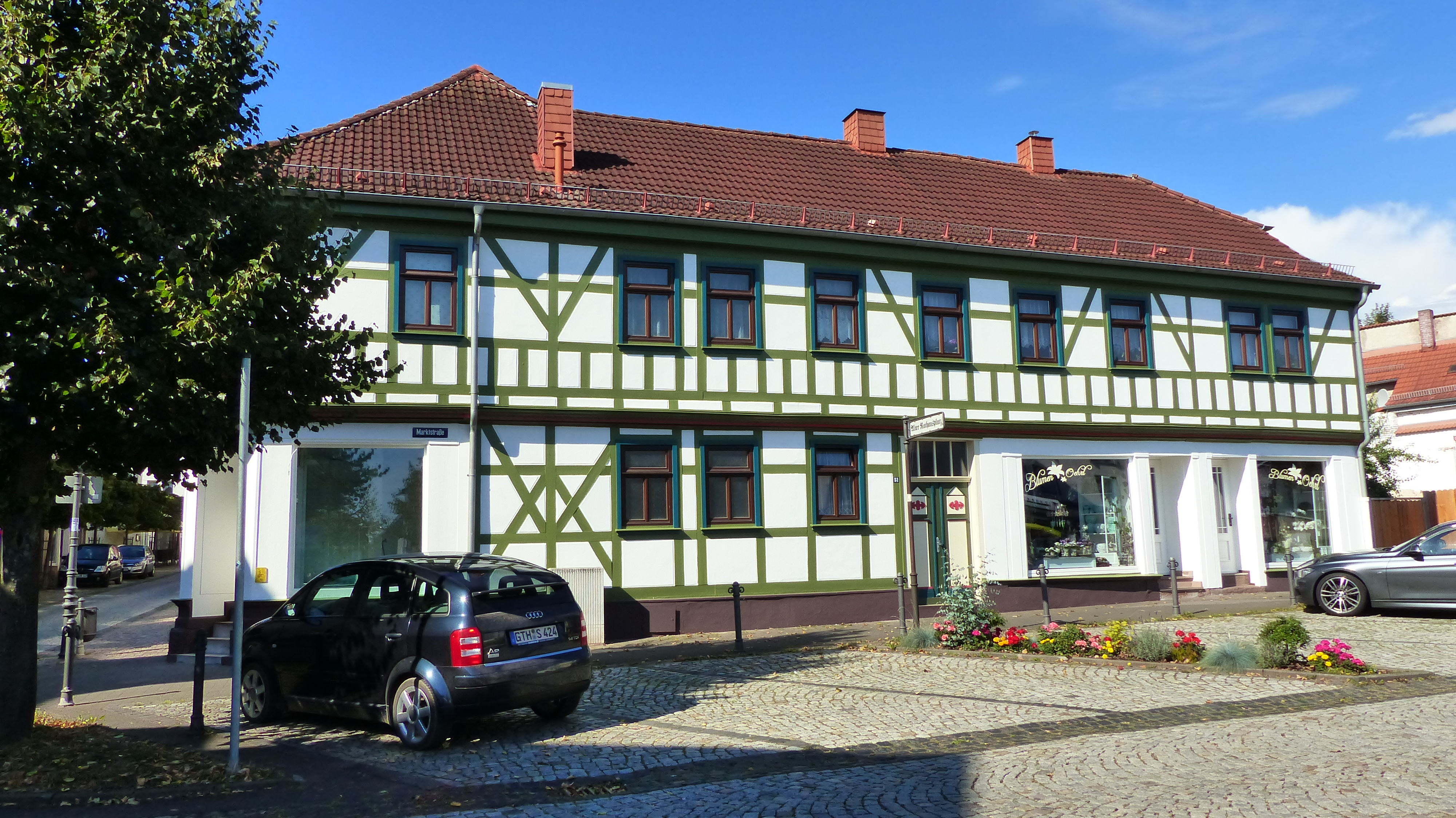
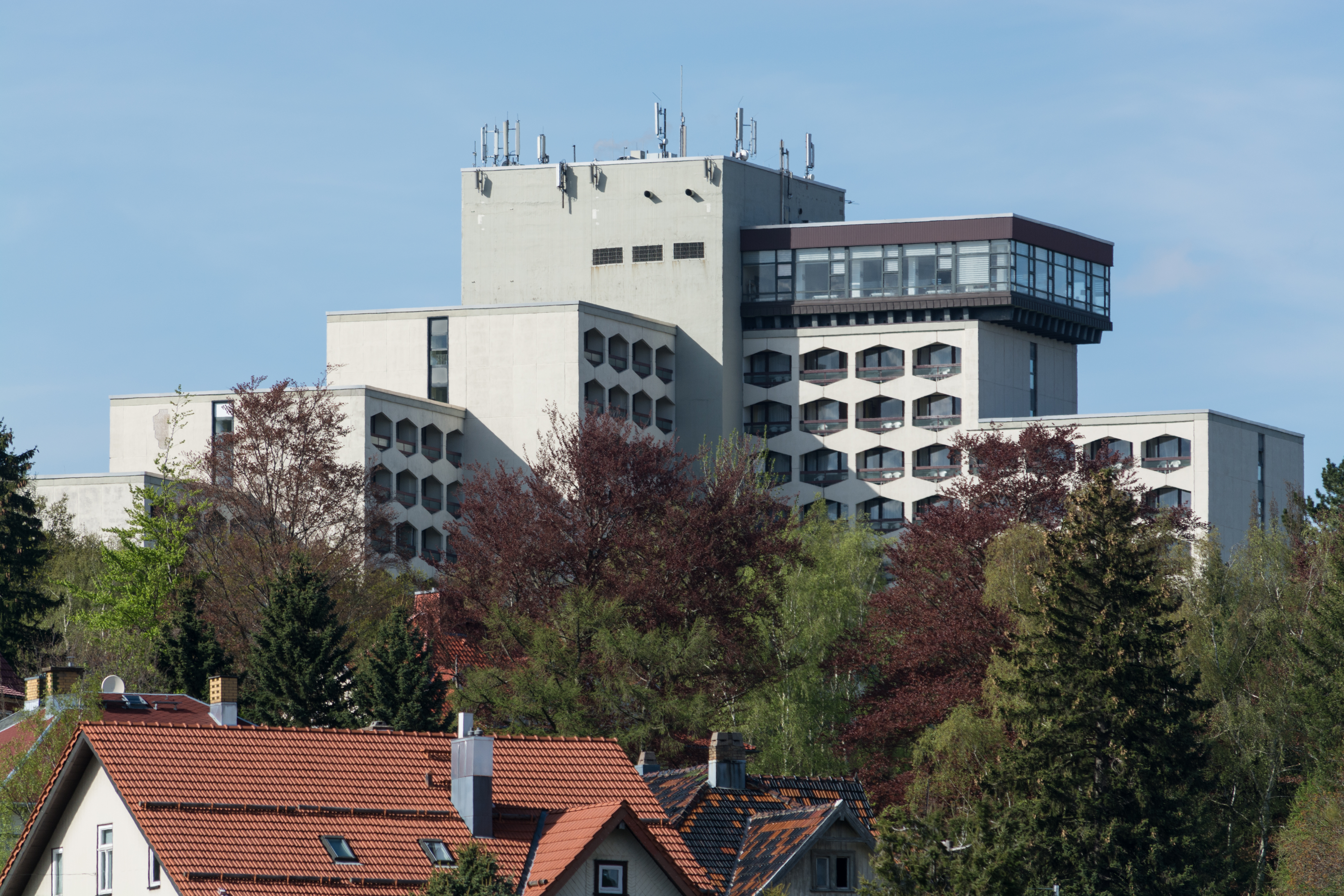
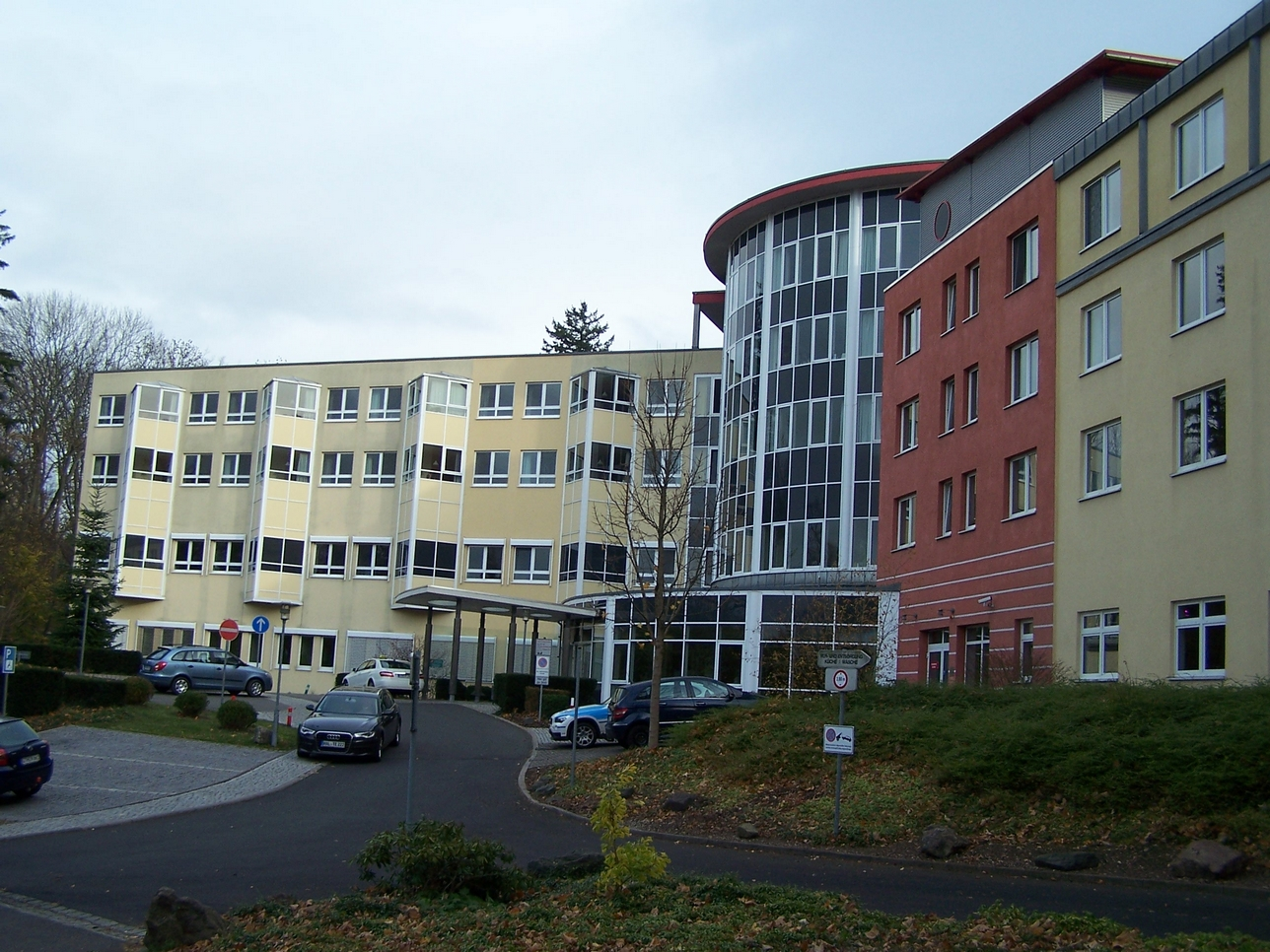
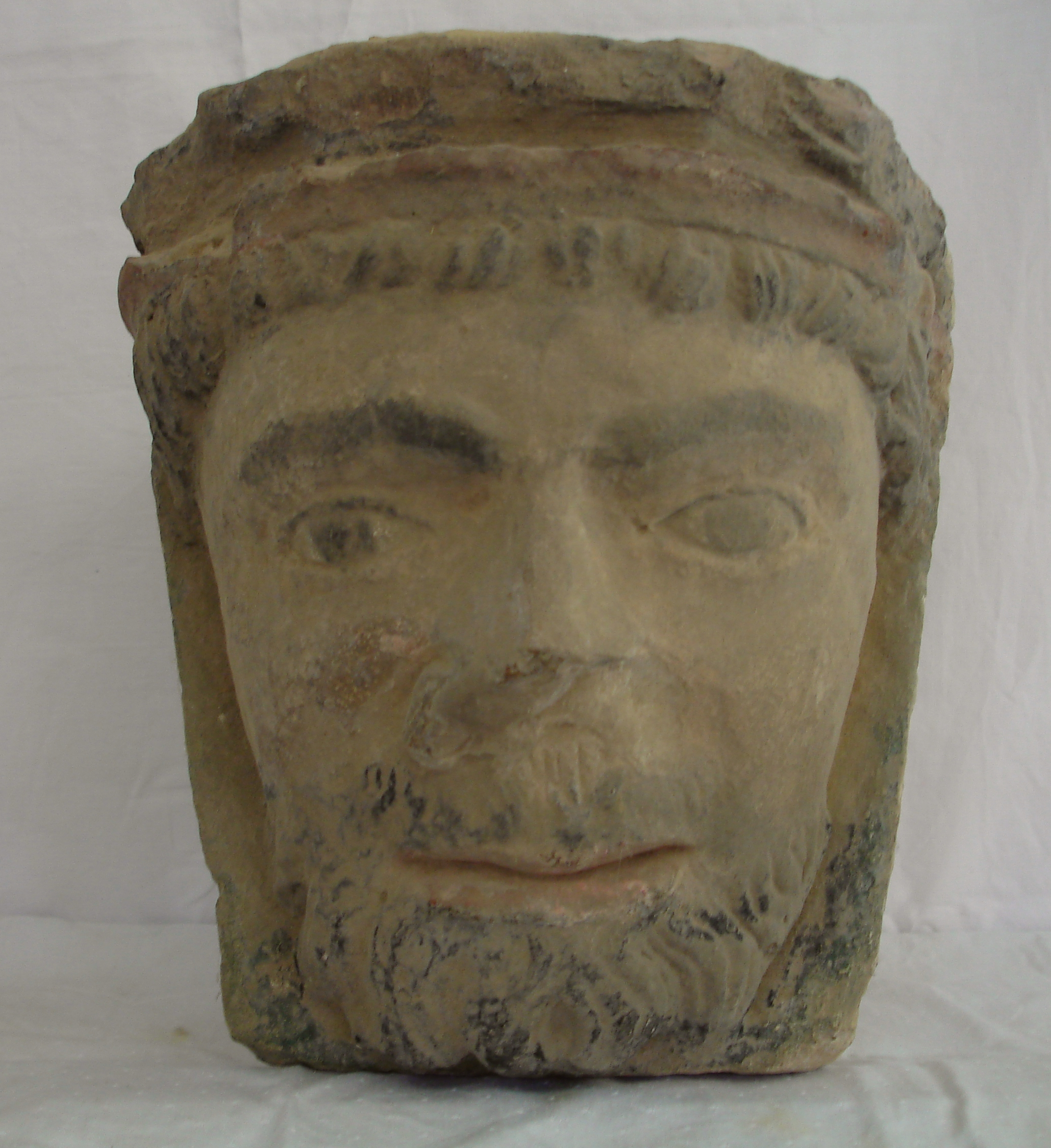

## Nevezetességek
- Kastély

## Népesség
A település népességének változása:
| Lakosok száma | 7410 | 7405 | 7275 | 7115 | 7127 | 7116 |
|               | 2010 | 2017 | 2019 | 2021 | 2022 | 2023 |